# Wojciechowice (Opatów)
Pour les articles homonymes, voir Wojciechowice.
Wojciechowice est un village de la voïvodie de Sainte-Croix et du powiat d'Opatów. Il est le siège de la gmina de Wojciechowice et comptait 324 habitants en 2004.